# Procypseloides ignotus
Procypseloides ignotus — викопний вид серпокрильцеподібних птахів. Існував в олігоцені в Європі. Рештки повного скелета знайдено у Франції.